# كنيسة بانتاناسا (أثينا)
كنيسة بانتاناسا (باليونانية: Εκκλησία της Παντανάσσης)‏ أو رقاد السيدة مريم العذراء(Ιερός Ναός Κοιμήσεως της Θεοτόκου): هيكاثوليكون من القرن العاشر لدير اختفى الآن في ساحة موناستيراكي، بين شارعي أثينا وميتروبوليوس، في مواجهة محطة موناستيراكي، في وسط أثينا، اليونان. عُرفت الكنيسة باسم الدير الكبير، وبعد ذلك باسمموناستيراكي "الدير الصغير"، والذي أصبح في النهاية اسم المنطقة بأكملها.